# Ottorino Respighi
Ottorino Respighi (Bologna, 9. srpnja 1879. – Rim, 18. travnja 1936.) bio je talijanski skladatelj. Najpoznatiji je po svojim simfonijskim pjesmama Rimske fontane, Rimske pinije i Rimske svečanosti.

## Životopis
Rođen je u Bologni 9. srpnja 1879. U ranom djetinjstvu počeo je svirati klavir i violinu. Svoje prvo stručnu glazbeno obrazovanje dobio je u Liceo Musicale di Bologni gdje je kod Federica Sartija učio violinu i violu, a kompoziciju kod Luigija Torchija i Giuseppea Martuccija. Na početku 20. stoljeća u dvije je prilike učio orkestraciju kod Nikolaja Rimski-Korsakova. To je značajno utjecalo na Respighijev skladateljski rad. Poslije toga kratko je učio kod Maxa Brucha u Berlinu. Respighi se veoma rano počeo zanimati za ranu glazbu, najvećim djelom za glazbu 17. i 18. stoljeća. Taj njegov interes pokazuje se kroz mnogobrojne transkripcije. Respighi se 1913. seli u Rim. Postao je profesor na tamošnjem Liceo Musicale di Santa Ceciliji, a kasnije ravnateljem novoosnovanog konzervatorija Conservatorio di Sancta Cecilia. Skladao je djela namijenjena orkestru i komornim sastavima, opere, balete, kantate i popijevke. Na operama je surađivao s libretistom Claudiom Guastallom. Bio je zalagatelj obnove talijanske glazbene kulture. Bio je istaknuti skladatelj programne glazbe te je povezivao tradiciju s modernim. Umro je u Rimu 18. travnja 1936.

## Vanjske poveznice
- Ottorino Respighi Hrvatska enciklopedija
- Ottorino Respighi, Proleksis enciklopedija